# Epidendrum pleurobotrys
Epidendrum pleurobotrys är en orkidéart som beskrevs av Rudolf Schlechter. Epidendrum pleurobotrys ingår i släktet Epidendrum och familjen orkidéer. Inga underarter finns listade i Catalogue of Life.